# Ложкин, Кирилл Александрович
Кири́лл Алекса́ндрович Ло́жкин (род. 11 февраля 1984 года, Кирово-Чепецк, Кировская область, РСФСР, СССР) — российский  хоккеист-нападающий, выступавший за клубы высших хоккейных лиг Казахстана и Украины.

## Биография
Родился 11 февраля 1984 года в Кирово-Чепецке. Брат хоккеиста Алексея Ложкина. Воспитанник ДЮСШ местного хоккейного клуба «Олимпия». В 2002—2009 годах играл в командах высшей и первой лиг чемпионата России — кирово-чепецкой «Олимпии», саратовском «Кристалле».
В 2009—2011 годах выступал за клубы Казахской хоккейной лиги — сатпаевский «Казахмыс», темиртауский «Арыстан» и ХК «Алматы», в 2011—2012 годах — за клуб Профессиональной хоккейной лиги Украины «Винницкие Гайдамаки».
С 2012 года выступаел за клубы Российской хоккейной лиги — смоленский «Славутич», затем ХК «Белгород».